# Katsumi Ōno
Katsumi Ōno (大野 勝己, Ōno Katsumi, 6 avril 1905 - Setagaya, Tokyo, 1er septembre 2006) est un diplomate japonais. 

## Biographie
Katsumi Ōno entre au ministère japonais des Affaires étrangères en 1929 et sert comme vice-ministre des affaires étrangères en 1957-1958. 
Il est ambassadeur au Royaume-Uni de 1958 à 1964.